# Eqalugaarsuit
Eqalugaarsuit (antiguamente  Eqalugârssuit) es una localidad que se encuentra al sureste de Qaqortoq y noroeste de Allluitsup Paa, al sur de Groenlandia, en el municipio de Kujalleq. Se ubica a 60°37′N 45°54′O, y su población es de 130 habitantes (en 2005).